# Ruský Potok
Ruský Potok (in ungherese Oroszpatak) è un comune della Slovacchia facente parte del distretto di Snina, nella regione di Prešov; si trova nei pressi del parco nazionale Poloniny.
Diverse porzioni delle foreste primordiali dei faggi dei Carpazi, patrimonio dell'umanità dell'UNESCO, si trovano a poca distanza dal comune.

## Storia
Venne menzionato per la prima volta nel 1635. Nel villaggio vi è una chiesa ortodossa in legno costruita dai ruteni nel 1740; è dedicata all'arcangelo Michele.